# Камарда, Франческо
Франче́ско Кама́рда (итал. Francesco Camarda; родился 10 марта 2008, Милан) — итальянский футболист, нападающий клуба «Милан», выступающий на правах аренды за клуб «Лечче».

## Клубная карьера
Воспитанник футбольной академии «Милана». В 89 матчах за академию «Милана» забил 485 голов (в среднем 5,45 голов за матч).
В основном составе «россонери» дебютировал 25 ноября 2023 года, выйдя на замену Луке Йовичу в матче итальянской Серии A против «Фиорентины». В возрасте 15 лет, 8 месяцев и 23 дней стал самым молодым игроком в истории Серии A, превзойдя достижение Уиздома Ами, дебютировавшего в возрасте 15 лет и 274 дня.
22 октября 2024 года Камарда вышел на замену в матче Лиги чемпионов УЕФА против «Брюгге», в возрасте 16 лет и 226 дней став самым молодым итальянским футболистом, сыгравшим в Лиге чемпионов УЕФА.

## Карьера в сборной
Выступал за сборные Италии до 15, до 16, до 17 и до 19 лет.
В 2024 году в составе сборной Италии до 17 лет сыграл на юношеском чемпионате Европы на Кипре, в котором итальянцы одержали победу. Камарда был признан лучшим игроком турнира.

## Достижения
«Милан»
- Обладатель Суперкубка Италии: 2024

Сборная Италии (до 17 лет)
- Чемпион Европы до 17 лет: 2024
- «Золотой игрок» чемпионата Европы среди игроков до 17 лет: 2024